# ベルリン投資銀行

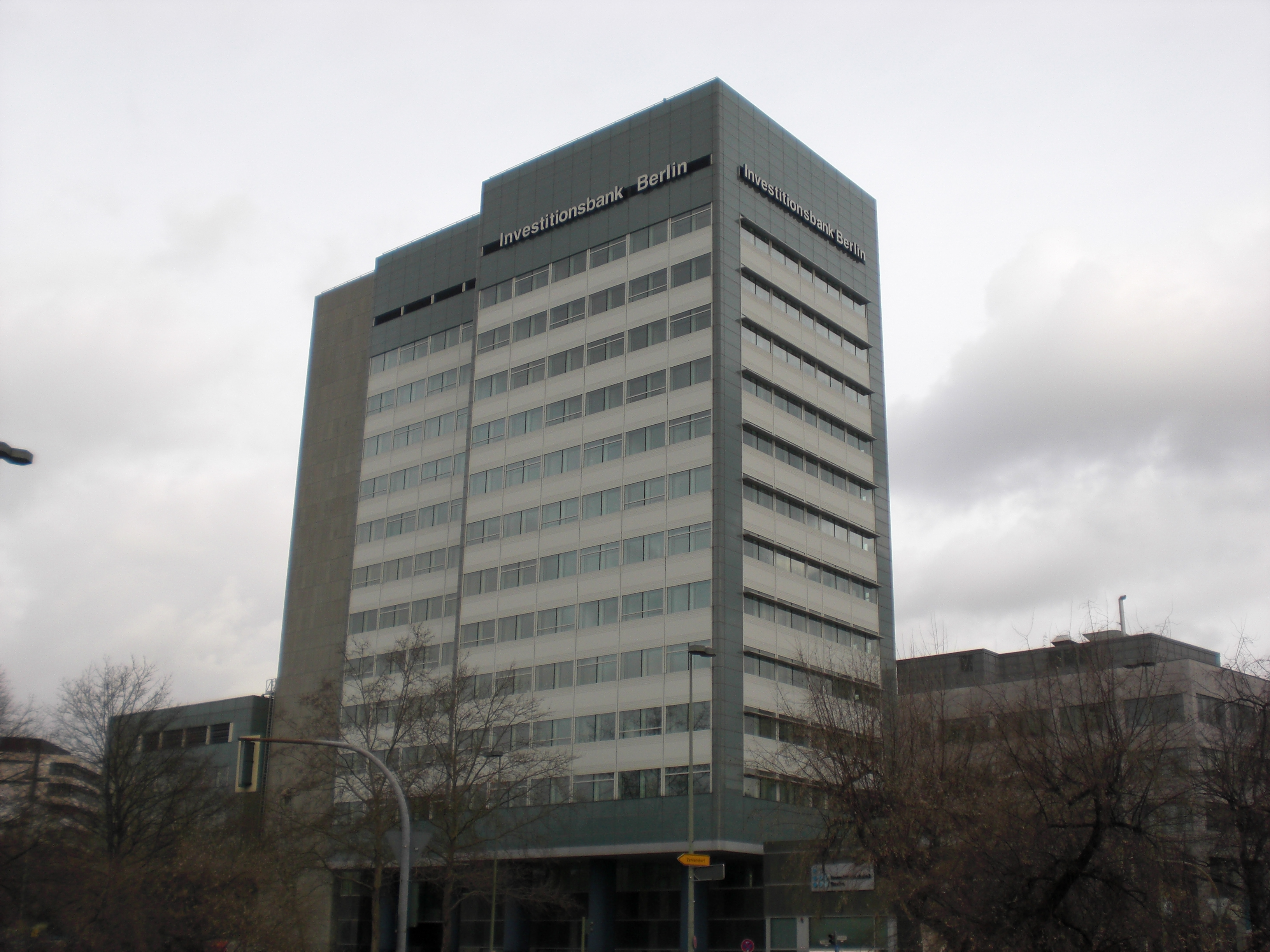
ビルのInvestitionsbankベルリン

ベルリン投資銀行(Investitionsbank Berli、IBB）は、ベルリンの経済発展を推進する機関である。 資金調達の目的は、ベルリン経済と住宅建設である。